# Ремзи (Илиноис)
Ремзи (енгл. Ramsey) град је у америчкој савезној држави Илиноис.

## Демографија
По попису из 2010. године број становника је 1.037, што је 19 (-1,8%) становника мање него 2000. године.
| Група             | 2000.         | 2010.         |
| Белци             | 1.046 (99,1%) | 1.009 (97,3%) |
| Афроамериканци    | 0 (0,0%)      | 1 (0,1%)      |
| Азијати           | 1 (0,1%)      | 3 (0,3%)      |
| Хиспаноамериканци | 2 (0,2%)      | 10 (1,0%)     |
| Укупно            | 1.056         | 1.037         |